# Frits van Bemmel
Frits Adolf Oscar van Bemmel (Amsterdam, 26 april 1898 – Leidschendam, 13 april 1981) was een Nederlands tekenaar, illustrator, kunstschilder, boekbandontwerper en ontwerper.
Hij was werkzaam in Batavia onder andere bij het Indische Persbureau Aneta en in Amsterdam vanaf 1932.
Over zijn verblijf in Indië het volgende: De havenplaat (in Indië) is, zoals veel andere in Bij de les, gemaakt door Frits van Bemmel. Hella S. Haasse noemt de platen die ze verzamelde voor Bij de les niet in eerste instantie nostalgisch. Zij schrijft Ik kan me niet herinneren ze ooit gezien te hebben in de scholen in Batavia, Buitenzorg en Bandoeng, waar ik als kind in de jaren twintig en dertig van de vorige eeuw geweest ben. Illustratief is de plaat Achtererf, waar zich achter in de tuin een waslijn aftekent met daarachter een schutting. Is Frits van Bemmel zelf ooit een "Indisch" kind geweest? vraagt Haasse zich op de pagina naast de plaat af. Zijn "Achtererf" zou je eerder in Blaricum of Doorn of in een ander dorp verwachten. Een en ander naar aanleiding van het boek van Hella Haasse: Schoolplaten van Nederlands Indië. Uitgeverij Contact, tweede druk 2004: Hella Haasse haalt bij een veertigtal schoolplaten herinneringen uit Indië op.
Frits van Bemmel was ontwerper voor boekbanden, boek- of stofomslagen vooral voor kinderboeken van de uitgevers L.J. Veen in 1936 en voor Kluitman in 1937 de band en illustraties voor het boek Aan de grote verkeersweg en band en illustraties voor het boek van R. Feenstra uit 1946 voor Thieme, Garage van Bommel.
- Biografisch Portaal: 22106095
- Digitale Bibliotheek voor de Nederlandse Letteren: bemm018
- International Standard Name Identifier: 0000 0003 9475 1544
- Nederlandse Thesaurus van Auteursnamen: 067653030
- RKD-Nederlands Instituut voor Kunstgeschiedenis: 107795
- Union List of Artist Names: 500532764
- Virtual International Authority File: 289316474
- WorldCat: E39PBJxmHF4qj6tY6B9FmxH6Kd